# Julia Walczyk-Klimaszyk
Julia Walczyk-Klimaszyk (ur. 28 października 1997 w Łodzi) – polska florecistka, srebrna medalistka Mistrzostw Europy drużynowo, brązowa medalistka Mistrzostw Europy indywidualnie, złota medalistka Igrzysk Europejskich 2023, multimedalistka zawodów Pucharu Świata, oraz czterokrotna indywidualna mistrzyni Polski we florecie.

## Kariera sportowa

### Początki kariery
Karierę zaczynała w KS Zjednoczeni Pabianice. Pierwszym trenerem z którym współpracowała był Jerzy Jaworski, którego później zastąpił Przemysław Pawłowski.

### Kariera seniorska
W styczniu 2022 roku na Pucharze Świata w Poznaniu wraz z Mariką Chrzanowską, Martyną Długosz i Martyną Jelińską wywalczyły brązowy medal w drużynie.
W lutym 2023 roku w Kairze wywalczyła swój pierwszy indywidualny medal na Pucharze Świata Seniorów we florecie
Podczas Igrzysk Europejskich w 2023 roku zdobyła złoty medal w florecie kobiet. Podczas Mistrzostw Polski w Szermierce w 2023 roku organizowanych w Trzebnicy, została złotą medalistką. W styczniu 2024 na Pucharze Świata w Paryżu wraz z Hanną Łyczbińską, Martyną Synoradzką i Karoliną Żurawską wywalczyła brązowy medal w drużynie oraz zajęła 6. miejsce indywidualnie.
W maju 2024 roku w Szanghaju wywalczyła srebrny medal na Grand Prix Pucharu Świata we florecie.
W listopadzie 2024 zdobyła brązowy medal indywidualnie w Pucharze Świata w Tunisie.

### Mistrzostwa Europy
W czerwcu 2024 na Mistrzostwach Europy w Bazylei w Szwajcarii zdobyła brązowy medal indywidualnie, oraz srebrny drużynowo z Hanną Łyczbińską, Martyną Synoradzką i Martyną Jelińską.

### Igrzyska olimpijskie
W 2024 roku zadebiutowała na Igrzyskach Olimpijskich w Paryżu kończąc zmagania na 9. miejscu indywidualnie, oraz na 6 drużynowo.

## Życie prywatne
27 sierpnia 2022 roku wyszła za mąż za Jana Klimaszyka. Jest absolwentką Wydziału Chemii Uniwersytetu im. Adama Mickiewicza w Poznaniu.